# Bee Gees IOIO (EP3)

## Közreműködők
- Barry Gibb – ének, gitár
- Maurice Gibb – ének,  gitár, zongora, basszusgitár
- Geoff Bridgeford  – dob
- Colin Petersen – dob

## A lemez dalai
- I.O.I.O  (Barry és Maurice Gibb) (1968), mono 2:51, ének: Barry Gibb, Maurice Gibb
- If Only I had My Mind On Something Else  (Barry és Maurice Gibb) (1968), mono 2:33, ének: Barry Gibb
- Sweetheart (Barry és Maurice Gibb)  (1969), mono  3:09, ének: Barry Gibb, Maurice Gibb
- Don’t Forget to Remember  (Barry és Maurice Gibb) (1969), stereo 3:27, ének: Barry Gibb